# Райт, Тревор
Тревор Кристофер Райт (англ. Trevor Christopher Wright; род. 23 августа 1982, Помона, Калифорния, США) — американский актёр.

## Биография
Тревор родился 23 августа 1982 года в городе Помона. Сейчас живёт в Лос-Анджелесе. Ранее был помолвлен с актрисой Одетт Юстман до их расставания в 2008 году. Райт любит скейтборд, сноуборд, серфинг.

## Фильмография
| Год  |   | Русское название                    | Оригинальное название               | Роль              |
| ---- | - | ----------------------------------- | ----------------------------------- | ----------------- |
| 1993 | с | Полиция Нью-Йорка                   | NYPD Blue                           | Charles Slocum    |
| 1993 | ф | Memories by Joe Frank               | Memories by Joe Frank               | Молодой Джо Фрэнк |
| 1999 | с | Город пришельцев                    | Roswell                             | Cute Guy          |
| 2000 | с | Бостонская школа (телесериал)       | Boston Public                       | Walton Hanks      |
| 2001 | с | Женская бригада                     | The Division                        | Коди Филлипс      |
| 2001 | с | Основа для Жизни                    | Grounded for Life                   | —                 |
| 2001 | с | Клиника                             | Scrubs                              | Kid               |
| 2002 | с | Джордж Лопез (телесериал)           | George Lopez                        | Zack Powers       |
| 2002 | с | Любовь вдовца                       | Everwood                            | Студент           |
| 2003 | ф | Король сноуборда                    | MVP: Most Valuable Primate          | Джей              |
| 2004 | с | Внимание, Внимание!                 | Listen Up!                          | Jake O'Shannon    |
| 2004 | с | C.S.I.: Место преступления Нью-Йорк | Crime Scene Investigation: New York | Perry Lohmann     |
| 2005 | ф | Special Ed                          | Special Ed                          | Митч              |
| 2006 | ф | Принцы воздуха                      | Air Buddies                         | Grim              |
| 2007 | ф | Убежище                             | Shelter                             | Зак               |
| 2008 | ф | Вакансия на жертву 2: Первый дубль  | Vacancy 2: The First Cut            | Калеб             |
| 2009 | ф | Silver Street                       | Silver Street                       | —                 |
| 2009 | ф | Порочный круг                       | Vicious Circle                      | Fin               |
| 2010 | ф | 2001 маньяк: Территория криков      | 2001 Maniacs: Field of Screams      | Falcon            |
| 2010 | ф | Социальная сеть                     | The Social Network                  | Джош Томпсон      |
| 2010 | ф | Bashert                             | Bashert                             | Ной               |